# Enrico VI dei Guelfi
Enrico di Brunswick detto "il Giovane" (1196 circa – 1214) fu conte palatino del Reno col nome di Enrico VI dal 1212 al 1214.

## Biografia
Nacque intorno al 1196, unico figlio del conte palatino Enrico V e di Agnese di Hohenstaufen, figlia di Corrado di Hohenstaufen, conte Palatino del Reno.
Fu allevato alla corte di suo zio, il re Giovanni d'Inghilterra, e ritornò in Germania nel 1211/1212. Per motivi politici, il padre di Enrico abdicò in suo favore il titolo palatino.
Nel mese di novembre 1212 ad Aquisgrana, prese le parti di suo zio, l'imperatore Ottone IV. Nel 1212 sposò Matilde di Brabante (morta nel 1267), figlia del duca Enrico I di Brabante. Poco dopo però prese posizione contro il partito di Ottone IV, a favore di Federico II, re di Sicilia.
Morì senza figli il 16 o 26 aprile 1214 e fu sepolto nella abbazia di Schönau vicino ad Heidelberg. Gli succedette come conte palatino il padre di suo cognato, il duca Ludovico I di Baviera.

## Ascendenza
|                                        |                             |                                                | Genitori                                             |  |  | Nonni |  |  | Bisnonni                             |  |  | Trisnonni                  |  |
|                                        |                             |                                                |                                                      |  |  |       |  |  | Enrico X, duca di Baviera e Sassonia |  |  | Enrico IX, duca di Baviera |  |
|                                        |                             |                                                |                                                      |  |  |       |  |  | Enrico X, duca di Baviera e Sassonia |  |  | Enrico IX, duca di Baviera |  |
|                                        |                             | Wulfhilde di Sassonia                          |                                                      |  |  |       |  |  | Enrico X, duca di Baviera e Sassonia |  |  |                            |  |
| Enrico XII, duca di Sassonia e Baviera |                             |                                                |                                                      |  |  |       |  |  | Enrico X, duca di Baviera e Sassonia |  |  |                            |  |
|                                        |                             | Gertrude di Supplimburgo                       | Lotario II, imperatore dei Romani e duca di Sassonia |  |  |       |  |  |                                      |  |  |                            |  |
|                                        |                             | Gertrude di Supplimburgo                       | Lotario II, imperatore dei Romani e duca di Sassonia |  |  |       |  |  |                                      |  |  |                            |  |
|                                        |                             | Gertrude di Supplimburgo                       | Richenza di Northeim                                 |  |  |       |  |  |                                      |  |  |                            |  |
| Enrico V, conte palatino del Reno      |                             | Gertrude di Supplimburgo                       |                                                      |  |  |       |  |  |                                      |  |  |                            |  |
|                                        |                             | Enrico II, re d'Inghilterra                    | Goffredo V, duca di Normandia                        |  |  |       |  |  |                                      |  |  |                            |  |
|                                        |                             | Enrico II, re d'Inghilterra                    | Goffredo V, duca di Normandia                        |  |  |       |  |  |                                      |  |  |                            |  |
|                                        |                             | Enrico II, re d'Inghilterra                    | Matilde d'Inghilterra                                |  |  |       |  |  |                                      |  |  |                            |  |
| Matilde d'Inghilterra                  |                             | Enrico II, re d'Inghilterra                    |                                                      |  |  |       |  |  |                                      |  |  |                            |  |
|                                        |                             | Eleonora, duchessa d'Aquitania                 | Guglielmo X, duca d'Aquitania                        |  |  |       |  |  |                                      |  |  |                            |  |
|                                        |                             | Eleonora, duchessa d'Aquitania                 | Guglielmo X, duca d'Aquitania                        |  |  |       |  |  |                                      |  |  |                            |  |
|                                        |                             | Eleonora, duchessa d'Aquitania                 | Eleonora di Châtellerault                            |  |  |       |  |  |                                      |  |  |                            |  |
| Enrico VI, conte palatino del Reno     |                             | Eleonora, duchessa d'Aquitania                 |                                                      |  |  |       |  |  |                                      |  |  |                            |  |
|                                        | Federico II, duca di Svevia | Federico I, duca di Svevia                     |                                                      |  |  |       |  |  |                                      |  |  |                            |  |
|                                        | Federico II, duca di Svevia | Federico I, duca di Svevia                     |                                                      |  |  |       |  |  |                                      |  |  |                            |  |
|                                        | Federico II, duca di Svevia | Agnese di Waiblingen                           |                                                      |  |  |       |  |  |                                      |  |  |                            |  |
| Corrado, conte palatino del Reno       | Federico II, duca di Svevia |                                                |                                                      |  |  |       |  |  |                                      |  |  |                            |  |
|                                        |                             | Agnese di Saarbrücken                          | Federico, conte di Saarbrücken                       |  |  |       |  |  |                                      |  |  |                            |  |
|                                        |                             | Agnese di Saarbrücken                          | Federico, conte di Saarbrücken                       |  |  |       |  |  |                                      |  |  |                            |  |
|                                        |                             | Agnese di Saarbrücken                          | Gisela di Lorena                                     |  |  |       |  |  |                                      |  |  |                            |  |
| Agnese di Hohenstaufen                 |                             | Agnese di Saarbrücken                          |                                                      |  |  |       |  |  |                                      |  |  |                            |  |
|                                        |                             | Bertoldo I di Henneberg, burgravio di Würzburg | Godeboldo II di Henneberg, burgravio di Würzburg     |  |  |       |  |  |                                      |  |  |                            |  |
|                                        |                             | Bertoldo I di Henneberg, burgravio di Würzburg | Godeboldo II di Henneberg, burgravio di Würzburg     |  |  |       |  |  |                                      |  |  |                            |  |
|                                        |                             | Bertoldo I di Henneberg, burgravio di Würzburg | Liutgarda di Hohenberg                               |  |  |       |  |  |                                      |  |  |                            |  |
| Irmengarda di Henneberg                |                             | Bertoldo I di Henneberg, burgravio di Würzburg |                                                      |  |  |       |  |  |                                      |  |  |                            |  |
|                                        |                             | Berta di Putelendorf                           | Federico IV di Goseck, conte palatino di Sassonia    |  |  |       |  |  |                                      |  |  |                            |  |
|                                        |                             | Berta di Putelendorf                           | Federico IV di Goseck, conte palatino di Sassonia    |  |  |       |  |  |                                      |  |  |                            |  |
|                                        |                             | Berta di Putelendorf                           | Agnese di Limburgo                                   |  |  |       |  |  |                                      |  |  |                            |  |
|                                        |                             | Berta di Putelendorf                           |                                                      |  |  |       |  |  |                                      |  |  |                            |  |

| Controllo di autorità | VIAF (EN) 27498401 · CERL cnp00360804 · GND (DE) 104237465 |